# Abtsdorf (Lutherstadt Wittenberg)
Abtsdorf ist eine Ortschaft der Lutherstadt Wittenberg in Sachsen-Anhalt. Sie umfasst die Ortsteile Abtsdorf, Euper und Karlsfeld.

## Geschichte
Der Ort Abtsdorf ging aus einer Wüstung und dem dort im 18. Jahrhundert entstandenen Vorwerk Absdorf hervor, bei dem sich eine Mahl- und Schneidemühle sowie eine Schenke befanden. 1822 lebten in den vier Häusern 38 Einwohner, die zum Landkreis Wittenberg gehörten. Zuvor war der Ort eine Wüstung, die sieben Hufen umfasste.
Später wurde der Gutsbezirk Abtsdorf in die Gemeinde Euper eingegliedert. Am 1. Dezember 1995 wurde die Gemeinde Euper in Abtsdorf umbenannt, der Ort Euper wurde ein Ortsteil.
Am 1. Januar 2009 wurde die Gemeinde Abtsdorf nach Lutherstadt Wittenberg eingemeindet.

## Politik

### Wappen
Das Wappen wurde am 4. November 2008 durch den Landkreis Wittenberg genehmigt und ist unter der Nr. 40/2008 im Landesarchiv Sachsen-Anhalt registriert.
Blasonierung: „In Blau ein ausgerissener, belaubter silberner Baum überdeckt von einem achtfach gold-schwarz geteilten schrägen Leistenstab.“
Das Wappen wurde von dem Magdeburger Heraldiker Jörg Mantzsch gestaltet.

### Flagge
Die Flagge ist Blau – Weiß – Blau gestreift und mittig mit dem Gemeindewappen belegt.

## Sehenswürdigkeiten
- Gedenkstein vor der Schule zur Erinnerung an zwei französische Zwangsarbeiter, die während des Zweiten Weltkrieges bei einem Fluchtversuch erschossen wurden

- Zeppelinstein an der Straße „Am Zeppelinberg“, der an die Landung und den Start des Zeppelin-Luftschiffes Z III am 30. August 1909 erinnert. Auf die Begebenheit bezieht sich auch der Name des örtlichen Fußballvereins „SV Graf Zeppelin 09 Abtsdorf“, wohl eine gewisse Einmaligkeit im Fußball. Der Z III musste zwischenlanden, weil er einen Propellerschaden hatte, der in Abtsdorf repariert wurde.

## Verkehr
Am südlichen Ortsrand liegt der Haltepunkt Zörnigall der Bahnstrecke Berlin–Halle, an dem alle zwei Stunden der von DB Regio betriebene Regionalexpress RE 3 (Lutherstadt Wittenberg–Berlin–Schwedt) hält.
Unmittelbar südlich von Abtsdorf verläuft die Landesstraße L 126 zwischen Wittenberg und Zahna. Die B 2 Berlin – Wittenberg – Leipzig befindet sich etwa vier Kilometer nordwestlich des Ortes, die B 187 Roßlau – Wittenberg – Jessen etwa vier Kilometer südlich.
Die nächstgelegenen Autobahnanschlussstellen sind Klein Marzehns und Coswig an der A 9, beide etwa 25 Kilometer entfernt.

## Kultur und Freizeit
- Dorfverein Abtsdorf[3]